# Благодійний фонд «Голоси дітей»
Благодійний фонд «Голоси дітей» — благодійна організація. Діяльність фонду фінансується коштом благодійних внесків фізичних і юридичних осіб. Основні напрями роботи — психологічна та психосоціальна підтримка, індивідуальна гуманітарна допомога дітям і родинам, які постраждали внаслідок збройної агресії Росії проти України, а також адвокація прав дитини.
Фонд «Голоси дітей» офіційно зареєстрований у 2019 році правозахисницею Оленою Розвадовською та журналістом і режисером Азадом Сафаровим. До цього часу, з 2015 року, команда працювала як волонтерська ініціатива, надаючи підтримку дітям і родинам у прифронтових районах Донецької та Луганської областей. 
Згідно зі звітами фонду станом на кінець 2024 року, «Голоси дітей» підтримали понад 137 000 дітей і батьків.
Фонд має 10 центрів по Україні та лінію безоплатної психологічної допомоги. Команда з більш ніж сотні психологів, психотерапевтів, фахівців з дозвілля, юристів та координаторів надають підтримку дітям у регіонах країни.

## Історія створення
У 2015-му, після початку збройної агресії Росії проти України, Олена Розвадовська переїхала на Схід України та реалізувала поблизу лінії фронту низку програм із захисту дітей, які постраждали від війни. Співпрацювала з такими організаціями, як Швейцарський фонд з протимінної діяльності, Marcy Corps, Гуманітарна Акція Папи Римського для України (Італія), Музей воєнного дитинства (Боснія і Герцеговина) та інші.[джерело?]
У 2019 році Олена співпрацювала з документалістами Сімоном Леренґом Вільмонтом та Азадом Сафаровим над створенням стрічки«Будинок зі скалок» про дітей зі зруйнованого притулку, чиї долі змінилися за одну мить.
Азад і Олена вирішили не просто надати розголосу темі війни в Україні та за кордоном, а зібрати прицільну допомогу для дітей й їхніх сімей. Через пів року після знайомства, у грудні 2019 року вони офіційно зареєстрували благодійний фонд «Голоси дітей».

## Напрями діяльності
Психосоціальна підтримка:
- психологи та команди психосоціальної підтримки очно працюють з дітьми й батьками. Робота відбувається як у просторах фонду, так і у форматі мобільних бригад;

- психологічна підтримка онлайн доступна і в Україні, і за кордоном для українців, які тимчасово перебувають за кордоном: 0 800 210 106;
- організація таборів якісного дозвілля і відпочинку для дітей, підлітків і сімей[7];
- програми психосоціальної реабілітації для сімей цивільних та військових, які зазнали важкого впливу війни «Кемп+»;
- проведення тренінгів для психологів, вчителів та соціальних працівників;
- організація реабілітації дітей з розладом спектра аутизму та ДЦП.

Адвокація прав дитини:
- створення дитячих креативних рад як консультаційного органу дітей при фонді та центрах;
- фіксування порушень прав дитини в умовах війни[8];
- просування підходу, де дитина перебуває в центрі;
- привертання світової уваги до проблем українських дітей[9];
- підтримка сімей з юридичних питань.

Гуманітарна допомога родинам і громадам:
- програма індивідуальної гуманітарної допомоги сім’ям із дітьми до 18 років, які отримують психологічну допомогу в регіональних центрах фонду, перебувають на супроводі в кейс-менеджерів або перенаправлені з інших програм чи проєктів;
- співпраця з волонтерськими інституціями, школами, місцями компактного проживання;
- організація укриттів в школах і безпечних просторів у громадах.

## Здобутки фонду
Згідно зі звітами фонду станом на кінець 2024 року, «Голоси дітей» підтримали понад 137 000 дітей і батьків:
- 25 322 дітям надано психологічну та психосоціальну підтримку;
- 11 075 дорослим надано психологічну та психосоціальну підтримку;
- 451 дитина з інвалідністю отримали реабілітаційну допомогу;
- 97 дитячих закладів, місць компактного проживання ВПО, громад отримали допомогу від фонду (ремонт, побутова техніка, меблі, побутові набори).

1 березня 2023 року в штаб-квартирі ОБСЄ фонд «Голоси дітей» представив річний моніторинговий звіт воєнних злочинів Росії проти України та розповів про проблеми українських дітей. На брифінгу у Відні були присутні 55 дипломатів із 40 держав-учасниць ОБСЄ. Від початку повномасштабного вторгнення фонд одним з перших серед неурядових організацій почав формувати щомісячні моніторингові звіти про воєнні злочини росіян проти українських дітей.
На початку квітня 2022 року Forbes склав рейтинг найефективніших благодійних фондів. «Голоси дітей» опинились у десятці, зібравши на потреби постраждалих від війни 68,3 мільйона гривень.
Фільм спільного виробництва України, Данії, Швеції та Фінляндії «Будинок зі скалок» (A House Made of Splinters) режисера Сімона Леренґа Вільмонта став претендентом на премію «Оскар» у номінації «Найкращий повнометражний документальний фільм». Стрічку створили в партнерстві з БФ «Голоси дітей». За історію незалежної України це другий фільм, створений у копродукції з Україною, який увійшов у п’ятірку номінантів на «Оскар» у секції найкращого документального кіно.
БФ «Голоси дітей» здобув членство в Міжнародній мережі організацій та окремих людей Eurochild за швидкою процедурою, хоча затвердження членства в цій організації ухвалюється декілька років. І лише кілька учасників з України є членами Eurochild.
У 2022 році фонд став членом Міжнародної ради експертів при Офісі Генерального прокурора України.
Наприкінці 2022 року БФ «Голоси дітей» отримав відзнаку від Уповноваженого Верховної Ради України з прав людини за системну роботу в правозахисній сфері.
Понад 20 потужних організацій об’єднались у ГС «Українська мережа за права дитини» — спілки, створеної для консолідації зусиль і покращення координації між організаціями громадянського суспільства в Україні та їхнього впливу на державну політику у сфері гарантування прав дитини. У 2022 році частиною цієї спілки стали «Голоси дітей», а співзасновниця фонду Олена Розвадовська була запрошена до правління «Української мережі за права дитини».
У 2022 році американська співачка Мадонна і NFT-митець beeple створили триптих Mother of Creation, який складається з NFT-відео. Зібрані протягом року з продажу кошти віддали трьом благодійним організаціям у світі. Одною з них став фонд «Голоси дітей».
Роботу фонду відзначила телеведуча Опра Вінфрі та розмістила інформацію про збір пожертв для «Голосів дітей» на своєму сайті.

## Проєкти
Деякі проєкти в межах програм фонду:
«Кемп+» — програма психосоціальної реабілітації на 21 день в Карпатах. За цей час проводять індивідуальні й групові заняття із психологами та психотерапевтами, тілесна терапія, арттерапія, робота з дітьми та дорослими відповідно до запиту тощо.
Едукація психологів, вчителів та соціальних працівників — фонд систематично навчає спеціалістів як для своєї команди, так і шкільних психологів, волонтерів, дитячих психологів. Окрім цього, запроваджує програми кризового консультування, використання арттерапії, стандартів психологічної допомоги та проведення регулярної супервізії для всіх, хто надає психологічну допомогу дітям.
«Війна голосами дітей» — до річниці повномасштабного вторгнення фонд видав книжку «Війна голосами дітей. Цитати майже звичайного дитинства» українською та англійською мовами. У ній зібрано близько 100 цитат, які демонструють парадоксальний погляд дітей на війну. Цитати проілюстрували дизайнери, художники, фотографи та знані люди з різних куточків світу. Усі кошти від пожертв за книжку скеровують на психологічну допомогу дітям. 22 лютого 2023 року фонд організував виставку, на якій презентував видання.
«Очима дітей» (Through the Eyes of Children) — оновлене видання книги «Війна голосами дітей», права на публікацію якого було передано HarperCollins Publishers. Частину коштів із продажу кожного примірника спрямовують на психологічну допомогу українським дітям із досвідом війни. Американське видавництво отримало право на переклад книжки всіма можливими мовами світу, окрім російської та білоруської. 14 грудня 2024 в Українському інституті Америки в Нью-Йорку відбулася презентація двомовної ілюстрованої книги.

## Партнерські проєкти
«Голоси Донбасу» — спільний проєкт фонду та Суспільне Донбас. Це серія телепрограм, створена командою під керівництвом Азада Сафарова в межах відкритого конкурсу «Створюй з Суспільним». У 12 відео показано історії яскравих і талановитих дітей, які  ростуть у важких воєнних умовах, але, попри війну, ідуть до своїх мрій.
«Музей воєнного дитинства» — це міжнародна платформа, яка документує свідчення людей, на дитинство яких війна вплинула в минулому, або які досі живуть у зонах воєнних дій та на прифронтових територіях. В Україні Музей запрацював з 2020 року. БФ «Голоси дітей» належить до його партнерів. Майже 80 дитячих історій зібрала голова правління фонду Олена Розвадовська. Сьогодні[коли?] в музеї зібрано понад 130 експонатів.[джерело?]
«Добра родина — щаслива дитина» — конкурс есе для студентів, ініційований БФ «Голоси дітей», Службою у справах дітей Львівської міської ради з інформаційним супроводом інтернет-видання Zaxid.net. За умовами конкурсу, учасникам пропонували розповісти зворушливу історію всиновлення, сімейних форм виховання чи пошуку батьків і домівки. Переможці отримали техніку для навчання або практики. Партнерами виступили Національний університет «Львівська політехніка», Львівський національний університет ім. Івана Франка, Школа журналістики та комунікацій Українського Католицького Університету.[джерело?]